# Künzing
Künzing là một đô thị ở huyện Deggendorf bang Bayern nước Đức. Đô thị Künzing có diện tích 40,4 km², dân số thời điểm ngày 31 tháng 12 năm 2006 là 3228 người.